# If You Really Want to Be My Friend
«If You Really Want to Be My Friend» —en español: «Si verdad quieres ser mi amigo»— es una canción de la banda británica The Rolling Stones, incluida en su álbum It's Only Rock 'n' Roll de 1974.
La balada fue escrita por Mick Jagger y Keith Richards. Es una canción que habla sobre la amistad. Fue lanzada por primera vez como la octava pista de It's Only Rock 'n' Roll, publicado el 18 de octubre de 1974.
«If You Really Want to Be My Friend» fue grabada entre los meses de enero y febrero, abril y mayo; y agosto de 1974, en los estudios Musicland de Múnich, Alemania; y en el estudio móvil de The Rolling Stones Mobile Unit, ubicados en la casa de Mick Jagger en Newbury, Inglaterra.

## Personal
Acreditados:
- Mick Jagger: voz.
- Keith Richards: guitarra eléctrica, coros.
- Mick Taylor: guitarra acústica, sintetizador.
- Bill Wyman: bajo.
- Charlie Watts: batería.
- Nicky Hopkins: piano.
- Blue Magic: coros.